# Jakow Wejnsztok
Jakow Markowicz Wejnsztok (ros. Яков Маркович Вейншток, ur. 1899 w Rzeczycy, zm. 22 lutego 1939) – radziecki polityk i funkcjonariusz służb specjalnych, starszy major bezpieczeństwa państwowego, szef Wydziału Kadr NKWD ZSRR (1934-1936), zastępca ludowego komisarza transportu wodnego ZSRR (1938).

## Życiorys
Syn żydowskiego handlowca, 1913-1915 uczył się w szkole miejskiej, pracownik biura firmy handlowej w Piotrogrodzie, od grudnia 1918 do maja 1919 w Armii Czerwonej, następnie w Czece, od czerwca 1919 członek RKP(b)/WKP(b), w 1920 zastępca szefa Wydziału Specjalnego Floty Białomorskiej, potem szef wydziałów specjalnych różnych jednostek wojskowych, 1921-1922 członek Kolegium Wołyńskiej Gubernialnej Czeki, później w oddziałach pogranicznych i kontrwywiadzie GPU. Od 31 lipca 1930 do 4 grudnia 1931 zastępca komendanta Centralnej Szkoły OGPU ZSRR, od 18 sierpnia 1931 do 20 lutego 1933 zarządzający sprawami OGPU ZSRR, od 20 lutego 1933 do 10 lipca 1934 zastępca szefa Wydziału Kadr OGPU ZSRR, od 17 marca 1933 do 10 lipca 1934 komendant Centralnej Szkoły OGPU. Od 10 lipca 1934 do 16 października 1936 szef Wydziału Kadr Głównego Zarządu Bezpieczeństwa Państwowego i szef Sektora Kadr NKWD ZSRR, równocześnie od 16 października 1934 do 15 października 1936 szef Wydziału Kadr NKWD ZSRR, od 29 listopada 1935 starszy major bezpieczeństwa państwowego. Od 28 listopada do 25 grudnia 1936 szef Wydziału Więziennictwa NKWD ZSRR, od 25 grudnia 1936 do 28 marca 1938 szef Wydziału 10 Głównego Zarządu Bezpieczeństwa Państwowego, od 16 kwietnia do 21 września 1938 zastępca ludowego komisarza transportu wodnego ZSRR. 
21 września 1938 aresztowany, 22 lutego 1939 skazany na śmierć przez Wojskowe Kolegium Sądu Najwyższego ZSRR i rozstrzelany. 19 stycznia 1957 pośmiertnie zrehabilitowany.

## Odznaczenia
- Order Czerwonej Gwiazdy (19 grudnia 1937)
- Medal jubileuszowy „XX lat Robotniczo-Chłopskiej Armii Czerwonej” (22 lutego 1938)
- Odznaka "Honorowy Funkcjonariusz Czeki/GPU (V) (1929)
- Odznaka "Honorowy Funkcjonariusz Czeki/GPU (XV)" (20 grudnia 1932)